# 12 Golden Ducks
Pour plus de détails, voir Fiche technique et Distribution.
12 Golden Ducks (12金鴨, 12 gam ngap) est une comédie hongkongaise écrite et réalisée par Matt Chow (en) et sortie en 2015 à Hong Kong. Tout comme la trilogie des Golden Chicken, elle traite de la prostitution avec humour.
Elle totalise 22 600 000 HK$ de recettes au box-office.

## Synopsis
Future Chang (Sandra Ng), un ancien gigolo, est dévasté par une affaire et retourne en Thaïlande. Avec l'aide d'un ancien ami, il s'efforce de se préparer à revenir à Hong Kong afin de faire son grand retour dans le commerce des escortes.

## Fiche technique
- Titre original : 12金鴨
- Titre international : 12 Golden Ducks
- Réalisation : Matt Chow (en)
- Scénario : Matt Chow (en)
- Direction artistique : Bly Li
- Costumes : Pik Kwan-lee
- Photographie : Yuen Man-fung
- Montage : Wai Chiu-chung
- Musique : Ngai Lun Wong et Janet Yung
- Production : Sandra Ng
- Société de production : One Cool Film Production et Treasure Island Production
- Société de distribution : Edko Films
- Pays d'origine :  Hong Kong
- Langue originale : cantonais
- Format : couleur
- Genre : comédie
- Durée : 84 minutes
- Dates de sortie :
  - Hong Kong : 19 février 2015
  - Taïwan : 20 mars 2015

## Distribution
- Sandra Ng : Cheung Kan-loi/Futur Chang
- Louis Koo : Rocky
- Nicholas Tse
- Simon Yam
- Joey Yung
- Chrissie Chau (en)
- Anthony Wong
- Zhao Wei
- Michelle Chen
- Fiona Sit (en)
- Eason Chan
- Ivana Wong (en)
- Eddie Peng
- Luhan
- Wilfred Lau
- Babyjohn Choi
- Dada Chan
- Pakho Chau (en)
- Kelvin Kwan (en)
- Philip Keung
- Carman Lee (en)
- Joyce Cheng (en)
- Isabella Leong
- Michelle Loo
- Wyman Wong (en)
- Louis Yuen (en)
- Michelle Wai (en)
- Lo Hoi-pang
- Hui Shiu-hung